# Must Get Out
"Must Get Out" é o quinto e último single do primeiro álbum da banda Maroon 5, Songs About Jane. Lançado em 2005, o single alcançou a posição #39 no Reino Unido. O videoclipe é uma coleção de apresentações ao vivo e bastidores. Esteve presente na trilha sonora da telenovela A Lua Me Disse.

## Faixas
Single Promocional (Reino Unido)
1. Must Get Out - 3:47

Single Comercial (Europa)
1. Must Get Out - 4:01
2. "This Love" (versão acústica) - 4:00

## Performance
| Chart (2005)              | Melhor posição |
| ------------------------- | -------------- |
| Euro Top 200              | 167            |
| Ireland Singles Chart     | 34             |
| Netherlands Singles Chart | 8              |
| New Zealand Singles Chart | 38             |
| South Africa 5FM Chart    | 18             |
| Tokio Hot 100             | 19             |
| UK Singles Chart          | 39             |